# Салигорск
Салигорск или Солигорск (блр. Салігорск; рус. Солиго́рск) је град у јужном делу Минске области Републике Белорусије. Град лежи на обалама реке Случ и вештачког Салигорског језера, на око 137 км јужно од главног града земље Минска.
Један је од најмлађих градова у земљи, основан 1958. године, а већ 1964. у њему је живело преко 18.000 житеља. 
Према процени из 2012. у граду је живело 103.961 становника што Салигорск сврстава на другоо место у области (већи је једино Барисав).

## Историја
Салигорск је основан 1958. године и убраја се у најмлађа насељена места у Белорусији, а свој настанак превасходно дугује веома богатим лежиштима калијумових соли у околним насељима Вишњовка, Пакровка, Каваљова Лаза, Теслин у Пјешчанка. Совјетско инистарство задужено за геолошка истраживања истраживало је детаљније ово подручје почев од 3. априла 1946. испитивајући евентуална нафтоносна лежишта у том подручју. Први депозити калијум хлорида откривени су у месту Чижевичи 1949. године, када су откривене наслаге ових соли дебљине скоро до 350 метара. 
У наредне три године извршена су детаљна испитивања ширег ревира и израђене студије исплативости експлоатације лежишта. Године 1958. подигнута су прва постројења за експлоатацију ових лежишта, а већ до краја исте године у близини фабрике подигнуте су и прве стамбене јединице (на подручју тадашњег Навастарабинска). Према првобитном архитектонском плану, ново насеље је било планирано за око 14 до 16 хиљада становника. 
Новоосновано насеље службено је регистровано 8. августа 1959. као „Радничко насеље Салигорск“. Прва основна четворогодишња школа (са наставом на руском језику) почела је са радом већ 1. септембра 1959. године, док је годину касније са радом почела и прва средња школа. Први универзитет почиње са радом 13. августа 1960. године. У наредних неколико година у граду се отварају и остали важни објекти (болница, библиотека, фабрике, занатске радионице, железничка станица). 
Салигорск је почетком 1963. имао преко 18.000 становника, те је већ у мају исте године административно уређен као град. 
У јесен 1967. саграђено је и велико вештачко Салигорско језеро површине 2.760 хектара. 
Одлуком Председништва врховног совјета Белоруске ССР од 6. јануара 1965. основан је Салигорски рејон чији административни центар постаје град Салигорск (у то време град је имао око 25.000 становника). 

## Становништво
Према процени, у граду је 2012. живело 103.961 становника.
| 1979.  | 1989.  | 1999.  | 2009.   | 2012.   |
| ------ | ------ | ------ | ------- | ------- |
| 65.148 | 92.742 | 92.742 | 102.297 | 103.961 |

## Спорт
Најпознатије спортске екипе које делују у граду су фудбалски клуб Шахтјор који се тренутно такмичи у Премијер лиги Белорусије, шампион државе 2005. и другопласирани у сезонама 2010, 2011. и 2012. Хокејашки клуб Шахтјор део је белоруске екстралиге у хокеју на леду и у сезони 2010/11 завршио је на другом месту.

## Међународна сарадња
Град Салигорск има потписан уговор о међународној сарадњи са:
- Кохтла-Јарве, Естонија[2]

## Галерија
- Железничка станица
- Православна црква Рођења Пресвете Богородице
- Свето-покровска црква
- Црква Светог Фрање
- Солигорскаиа евангеличка црква "Христос за све"
- Ледена дворана
- Грађевински клуб